# باندی (بوتان)
باندی (به لاتین: Bondey) یک منطقهٔ مسکونی در بوتان (کشور) است که در استان پارو واقع شده‌است.
 باندی  ۵۷۰ نفر جمعیت دارد.